# Santa Luzia (Cap-Vert)
Pour les articles homonymes, voir Santa Luzia.
Santa Luzia est une des îles de Barlavento situées au nord de l'archipel du Cap-Vert. Elle se trouve au sud-est de l'île de São Vicente – dont elle est séparée par le canal de Santa Luzia – et à l'ouest des îlots de Branco et Raso, et surtout de l'île de São Nicolau. Dépourvue d'arbres et d'eau, elle est aujourd'hui inhabitée. 

## Relief

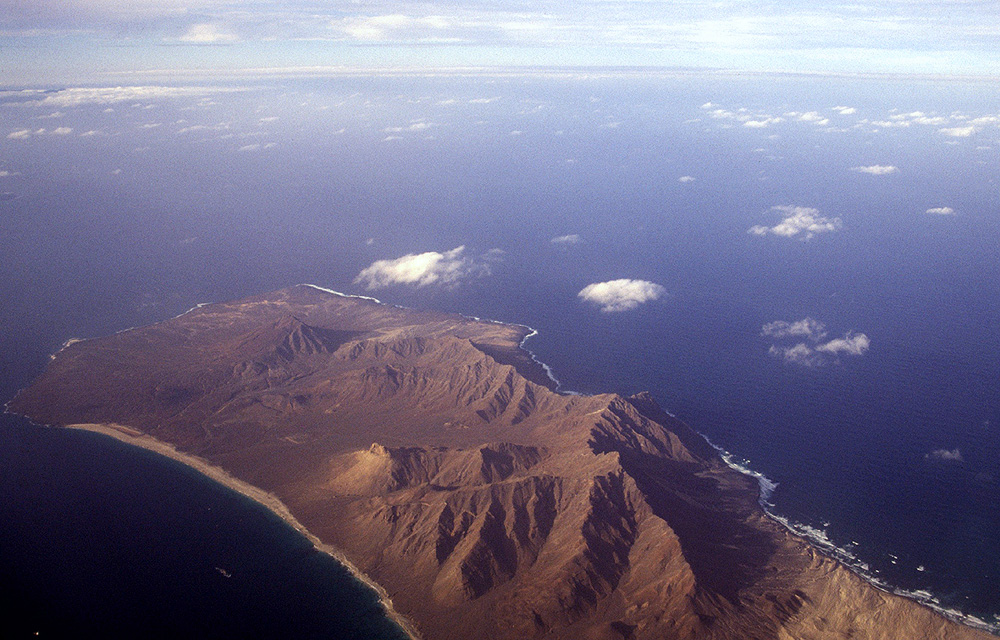
Vue aérienne du nord de l'île

L'île est plus élevée au nord-est et au centre. Elle culmine au monte Topona (397 m), au centre de l'île. Au nord, le principal sommet est le monte Agua Dolce (315 m). La partie orientale de l'île est basse, à l'exception du monte Creoulo (85 m) à son extrémité.
L'île a le statut de réserve naturelle grâce à la diversité de sa faune et de sa flore – dont quelques espèces endémiques.

## Peuplement
L'île n'a jamais été colonisée durablement. Quelques ruines témoignent de la présence temporaire de bergers. Au début du XIXe siècle, la famille Dias de São Nicolau y possédait de nombreuses mules, mais la sévère sécheresse des années 1831-1833 eut raison du cheptel. Quelques années plus tard, un régisseur, quelques bergers avec des chevaux, des juments et des ânes y furent envoyés. On récoltait aussi du coton et de l'orseille à Santa Luzia et les eaux étaient considérées comme très poissonneuses.
Aujourd'hui, l'île est déserte, mais des pêcheurs en provenance de São Vicente s'y rendent de temps en temps.

## Menace écologique
Les courants marins déposent près de 250 tonnes de déchets chaque année sur les plages de l'île. Cette pollution survient alors que l'île, classée réserve naturelle, ne dispose pas de solution de traitement de ces déchets. La majorité des déchets échoués sur les plages sont issus de l'industrie de la pêche.